# Euclides de Zancle
Euclides (en grec antic: Eucleides, llatí: Εὐκλείδης) fou un dels dirigents del grup de colons sicilians que van sortir de Zancle per fundar la ciutat d'Hímera (segle vii aC), segons que diu Tucídides (Història de la guerra del Peloponès VI, 5).